# Фахд ибн Турки Аль Сауд
Фахд ибн Турки ибн Абдул-Азиз Аль Сауд (араб. فهد بن تركي بن عبد العزيز آل سعود‎; род. 1959) — саудовский принц, член дома Аль Сауд, был командующим в коалиции во время вторжения в Йемен.

## Биография
Принц Фахд ибн Турки Аль Сауд является вторым сыном принца Турки II и его жены Нуры бинт Абдуллы бинт Абдул Рахман. У него есть 3 полнородных брата: принц Халид (род. 1957), принц Фейсал (род. 1965) и принц Султан (род. 1968).
Фахд ибн Турки окончил школу полевой артиллерии армии США в 1984 году и Международный университет США.
В начале службы руководил воздушным десантом, а затем был командующим спецназом. 
Во время войны в Йемене командовал операциями "Буря решимости" и "Возрождение надежды".
В 2017 году возглавил Сухопутные войска Саудовской Аравии, в 2018 возглавил коалицию объединённых сил.
В сентябре 2020 года был уволен по приказу наследного принца Мухаммеда ибн Салмана Аль Сауда, сына действующего короля Салмана со службы по подозрению в коррупции. 
В июне 2021 года был приговорён к смертной казни по обвинению в государственной измене. Его обвинили в попытке переворота с целью свержения короля и наследного принца.

## Семья
Женат на принцессе Абир, дочери короля Абдаллы, их сын принц Абдул-Азиз (род. 1990) был заместителем губернатора Эль-Джауф (2017—2020).